# Julius Schreck

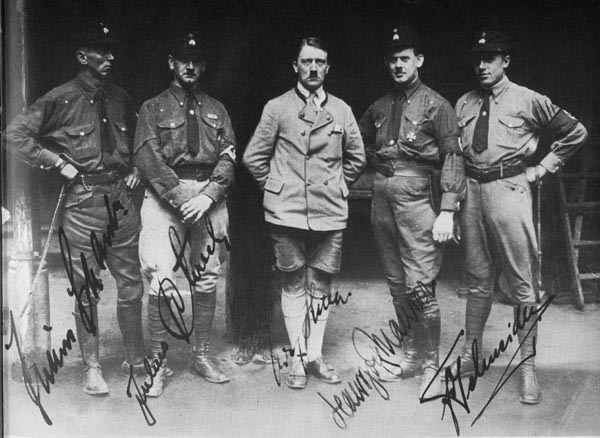
Julius Schreck (andre från vänster) tillsammans med Adolf Hitler år 1925. De övriga är Julius Schaub, Hansjörg Maurer och Edmund Schneider.

Julius Schreck, född 13 juli 1898 i München, död 16 maj 1936 i München, var en tysk nazist och SS-Brigadeführer. Schreck hade partinummer 53 och SS-nummer 5.

## Biografi
Schreck blev medlem av Nationalsocialistiska tyska arbetarepartiet (NSDAP) redan 1920 och var en av grundarna av SA 1921. Han deltog i Adolf Hitlers ölkällarkupp i november 1923 och dömdes till fängelse. Åren 1925–1926 ledde Schreck SS och hade då titeln Reichsführer-SS. Efter 1930 hade Schreck ingen egentlig makt. Han tjänstgjorde som Hitlers chaufför fram till 1936, då han avled i hjärnhinneinflammation. 1. SS-Standarte uppkallades efter Schreck.
Vid Schrecks begravning närvarade bland andra Adolf Hitler, Heinrich Himmler, Hermann Göring, Martin Bormann, Rudolf Hess, Joseph Goebbels, Robert Ley, Julius Streicher, Sepp Dietrich, Albert Forster, Kurt Daluege och Julius Schaub. Himmler höll griftetalet och yttrade bland annat följande:
| ” | Vi har nu tagit farväl av dig. Men du skall fortfarande leva hos oss, precis som när du var hos oss i livet. Och nu har jag en hedersbetygelse åt dig, käre kamrat Schreck, vilken din Führer har förärat dig. När du grundade truppen, var ni endast tio man. Från och med idag har Führern befallt att 1. SS-Standarte i München skall bära namnet ”Julius Schreck”. Vi skall alla bemöda oss om att detta Standarte som bär detta namn – en man som för oss är en hjälte – gör sig förtjänt av detta! | „ |

Schreck är begravd på kyrkogården i Gräfelfing i södra Bayern.

## Befordringar inom SS
Julius Schrecks befordringar
- Sturmführer: 20 februari 1932 (Efter de långa knivarnas natt 1934 fick graden benämningen SS-Untersturmführer.)
- Standartenführer: 30 januari 1933
- Oberführer: 27 februari 1934
- Brigadeführer: 1 januari 1935

## Utmärkelser
- Järnkorset av andra klassen
- Blodsorden
- Coburgska hedersutmärkelsen
- NSDAP:s partitecken i guld
- Bayerska militärförtjänstorden
- Ärekorset
- SS-Ehrenring (Totenkopfring)
- SS-Julleuchter
- Hedersärmvinkel